# الجهود الرامية لعزل دونالد ترامب
تعرّض الرئيس الأمريكي الخامس والأربعون دونالد ترمب لمحاولتي إقالة وعزل خلال فترة رئاسته التي امتدت ما بين عامي 2007 حتى 2021، كان أولها دعوى عزله الأولى التي وافق عليها مجلس النواب الأمريكي في 18 ديسمبر 2019، بعد اتهامه إساءة استخدام السلطة وعرقلة الكونغرس. ثم وافق مجلس النواب مرة أخرى على دعوى عزل ثانية في 13 يناير 2021، قبل أسبوع من نهاية ولاية ترمب بتهمة التحريض على العصيان والتمرد، ليصبح بذلك أوّل رئيس أمريكي يتعرّض لمحاولتي إقالة في تاريخ الولايات المتحدة. جاءت محاكمة ترمب وسط الخلافات المحيطة بنتائج الانتخابات الرئاسية الأمريكية 2020 وقبل أسبوع من تنصيب الرئيس المنتخب للولايات المتحدة جو بايدن.